# Теракт в Барселоне
Теракт в Барселоне — террористический акт путём намеренного наезда на пешеходов, осуществлённый 17 августа 2017 года на улице Рамбла в Барселоне. В результате погибли 16 человек и более ста получили ранения. В тот же день в муниципалитете Альканар в Каталонии прогремели два взрыва, в результате которых погиб один человек и около десяти получили ранения, а в городе Камбрильс к югу от Барселоны группа террористов также наехала на фургоне на людей. Один человек погиб, шесть пострадали, все пятеро нападавших были убиты. В общей сложности жертвами серии терактов стали 16 человек.
Ответственность за серию терактов взяло на себя «Исламское государство».

## Хроника событий
| Гражданство                                      | Погибшие |
| ------------------------------------------------ | -------- |
| США                                              | 1        |
| Аргентина — Италия (двойное гражданство)         | 1        |
| Аргентина — Испания (двойное гражданство)        | 1        |
| Австралия — Великобритания (двойное гражданство) | 1        |
| Бельгия                                          | 1        |
| Германия                                         | 1        |
| Канада                                           | 1        |
| Италия                                           | 2        |
| Португалия                                       | 2        |
| Испания                                          | 5        |
| Всего                                            | 16       |

Около 17:05 по местному времени белый фургон Fiat Talento, за рулём которого был 22-летний Юнес Абуякуб, выехал на тротуар пешеходной улицы Рамбла испанского города Барселона и совершил наезд на пешеходов в районе между площадью Пласа-де-Каталунья и оперным театром Лисео. В результате 13 человек погибли и более 100 получили ранения. Абуякуб покинул место преступления пешком. После этого он смертельно ранил ножом водителя припаркованной неподалёку машины и угнал автомобиль. Протаранив полицейский пост, террорист вырвался за пределы оцепления. Городской полицией была объявлена контртеррористическая операция Gàbia.
Позднее в тот же день в муниципалитете Альканар в Каталонии прогремели два взрыва, в результате которых погиб один человек и около десяти получили ранения (в том числе несколько полицейских), а в городе Камбрильс, расположенном к югу от Барселоны, группа террористов попыталась повторить барселонский теракт, наехав на фургоне на людей. Пострадали семь человек, все пятеро нападавших были убиты. Один из пострадавших на следующий день скончался в больнице.
Агентство Amaq сообщило, что ответственность за теракт взяло на себя «Исламское государство». В сообщении говорилось, что в результате нападения убито и ранено более 120 «крестоносцев» и евреев.
21 августа Юнес Абуякуб, объявленный в розыск после того, как была установлена его личность как непосредственного исполнителя теракта, был опознан в городе Субиратс местным жителем, который его окликнул и спросил, что тот здесь делает. Вместо ответа террорист попытался скрыться, но в результате организованной в ходе полицейской спецоперации облавы был застрелен. На его теле был найден пояс со взрывчаткой.

## Реакция
Все запланированные массовые мероприятия в Барселоне были отменены.
Председатель правительства Испании Мариано Рахой и мэр Барселоны Ада Колау прервали отпуска, чтобы вернуться в город и принять участие в урегулировании кризиса[уточнить].